# Partry
Partry är en ort i republiken Irland.   Den ligger i grevskapet Maigh Eo och provinsen Connacht, i den nordvästra delen av landet, 200 km väster om huvudstaden Dublin. Partry ligger 25 meter över havet och antalet invånare är 563.
Terrängen runt Partry är huvudsakligen platt, men västerut är den kuperad. Terrängen runt Partry sluttar österut. Runt Partry är det ganska tätbefolkat, med 60 invånare per kvadratkilometer. Närmaste större samhälle är Castlebar, 16,7 km norr om Partry. Trakten runt Partry består i huvudsak av gräsmarker.